# Спунер (містечко, Вісконсин)
Спунер (англ. Spooner) — місто (англ. town) в США, в окрузі Вошберн штату Вісконсин. Населення — 827 осіб (2020).

## Демографія
Згідно з переписом 2010 року, у місті мешкало 706 осіб у 296 домогосподарствах у складі 209 родин. Було 485 помешкань
Расовий склад населення:
| - 97,6 % — білих - 1,0 % — корінних американців - 0,1 % — азіатів |

До двох чи більше рас належало 1,3 %. Частка іспаномовних становила 1,4 % від усіх жителів.
За віковим діапазоном населення розподілялося таким чином: 21,0 % — особи молодші 18 років, 59,3 % — особи у віці 18—64 років, 19,7 % — особи у віці 65 років та старші. Медіана віку мешканця становила 47,4 року. На 100 осіб жіночої статі у місті припадало 115,2 чоловіків;  на 100 жінок у віці від 18 років та старших — 116,3 чоловіків також старших 18 років.
Середній дохід на одне домашнє господарство  становив 73 206 доларів США (медіана — 64 063), а середній дохід на одну сім'ю — 84 531 долар (медіана — 72 788). Медіана доходів становила 56 250 доларів для чоловіків та 45 156 доларів для жінок. За межею бідності перебувало 14,7 % осіб, у тому числі 14,2 % дітей у віці до 18 років та 10,8 % осіб у віці 65 років та старших.
Цивільне працевлаштоване населення становило 380 осіб. Основні галузі зайнятості: освіта, охорона здоров'я та соціальна допомога — 28,9 %, виробництво — 13,4 %, будівництво — 11,6 %, роздрібна торгівля — 10,5 %.